# فيطرون
فيطرون هي قرية لبنانية من قرى قضاء كسروان في محافظة جبل لبنان. وهي تقع 35 كم شمال بيروت وترتفع 1230 م عن سطح البحر.